# Watermolen van Schaft

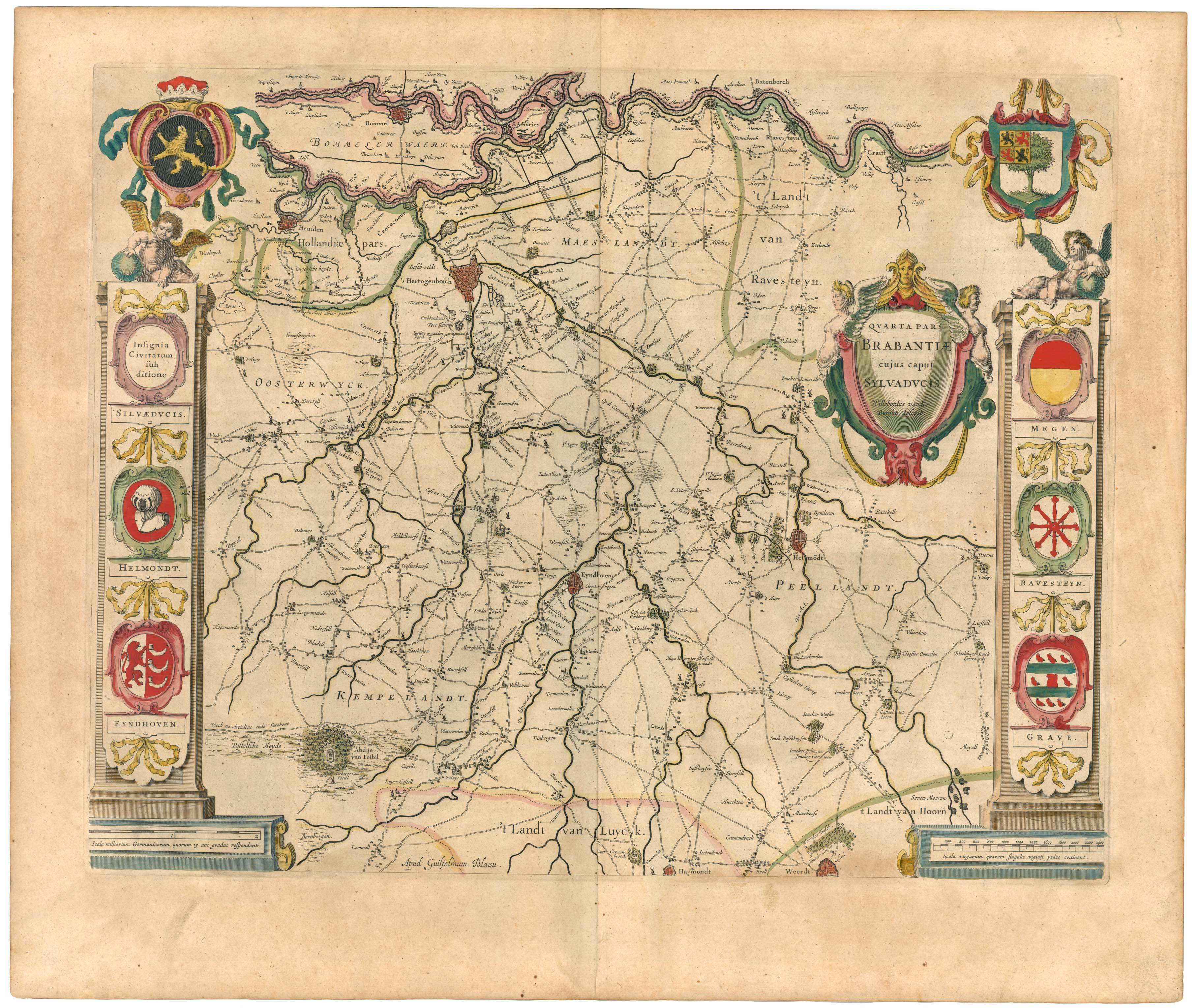
De Watermolen van Schaft staat ingetekend op deze kaart uit de atlas "Theatrum Orbis Terrarum" uit 1645

De Watermolen van Schaft was een watermolen op de Dommel in de Nederlandse plaats Schaft.

## Geschiedenis
De naam van de plaats Schaft is mogelijk afkomstig van het woord Watrischafo dat watermolen betekent. Er bestaan echter ook andere verklaringen voor deze naam.
Deze watermolen werd vernoemd in documenten uit de 15e en de 17e eeuw, maar ze is mogelijk al ouder. Ze komt ook voor op een kaart van Joan Blaeu uit 1644.
De molen is nadien verdwenen, maar in 1837 werd opnieuw een poging ondernomen om een koren- en boekweitwatermolen op de Dommel te mogen bouwen, waarvoor men toestemming van een aantal boeren had verkregen. De bouw hiervan is echter niet doorgegaan.
Uiteindelijk is in 1865 de windmolen Sint-Antonius Abt gebouwd.

## Twijfel
Niet iedereen is het er over eens dat in Schaft een watermolen zou hebben gestaan. Daartoe zou de naam Schaft ook anders kunnen worden verklaard, terwijl Bleau zich op zijn kaart zou kunnen hebben vergist omtrent de positie ervan. De watermolen zou dan iets zuidelijker, op het grondgebied van Achel moeten worden gezocht.

## Nabijgelegen watermolens
Stroomafwaarts vindt men op de Dommel de Venbergse Watermolen, en stroomopwaarts vindt men de Volmolen.